# Mas de Gassol
El Mas de Gassol és un mas de Prenafeta (municipi de Montblanc), situat al bell mig de la partida de Montornès (Conca de Barberà). Deshabitat d’unes dècades ençà, darrerament ha estat víctima d’un important espoli. Malgrat tot, encara s’hi poden veure el pati i la galeria de la casa principal, les habitacions amb alcova, la capella...; a més dels magatzems, cups, pallissa, estables...

## Fundació de la baronia de Prenafeta i del Mas de Gassol
Probablement la història de l'actual Mas de Gassol començà després que Poblet a finals del segle xiii organitzés la Baronia de Prenafeta. El febrer de l’any 1297 Berenguer de Puigverd. havia deixat en testament a Poblet els "castells i llocs" de Prenafeta, 
Figuerola del Camp, Miramar i Montornès que serien els membres de la baronia. Uns mesos després, el 28 de juliol, l’abat i el convent de Poblet, actuant com a senyors, establien a Ramon Iverna i a Arnau Ros el “castell i lloc” de Montornès que afrontava amb els termes de Barberà, Prenafeta i el Pinetell. Segons els pactes, calia que ambdós receptors habitessin el lloc, paguessin perpètuament al convent la cinquena part dels fruits que collissin i la tercera de qualsevol venda, i estiguessin obligats a les servituds que havien tingut els veïns del lloc. El monestir els donava els honors, les possessions i les cases que en aquell moment tenia a l’indret, llevat de la pallissa i d’un espai suficient per a construir-hi un bon celler, els quals es retenien. Aquest lloc, malgrat ésser anomenat castell i vila, no podia ser altre que l'actual mas de Gassol.
Quan Poblet decidí organitzar la baronia de Prenafeta, Montornès era un terme o quadra del castell de Barberà. Per tal d'integrar-lo a la baronia amb les mateixes condicions que els altres nuclis, Poblet no dubtà en falsificar diversos documents per tal que l'antiga quadra passes a tenir la categoria de "castell i vila".
Si bé els primers anys, el mas devia pertànyer a R. Iverna i A. Ros receptors de l'establiment de 1297, l’any 1418 figurarà com a propietari “Bernat Foguet del Mas de Santa Anna”. Deu anys després, el mas era de Nauteri Foguet.

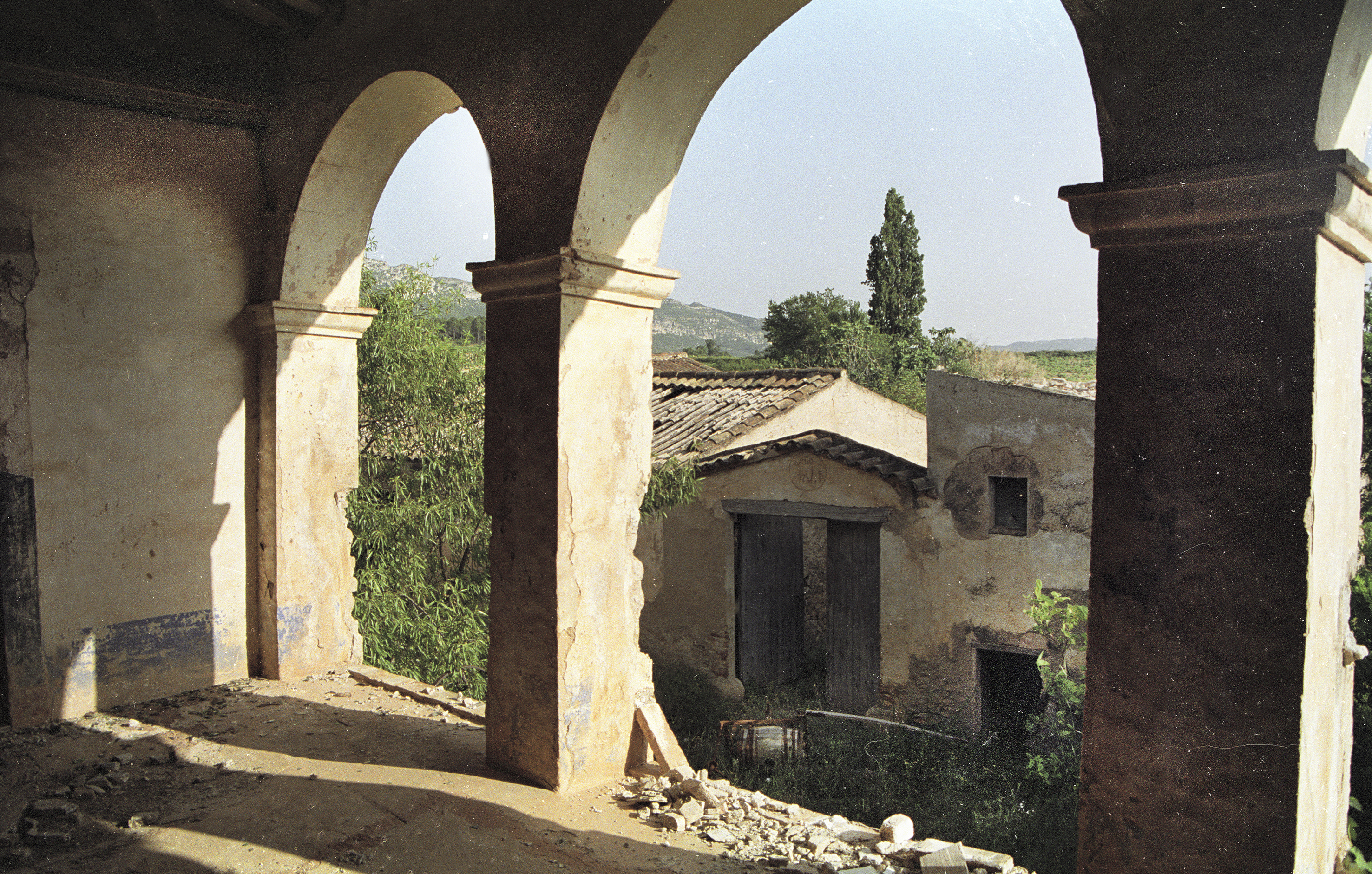
Mas de Gassol (antic Mas de Foguet) Galeria porticada i pati interior, 1992.

En el segle xvii, es parla de la gran devoció que tenia per Santa Anna Lluís Foguet del Mas. Tan és així que, l’any 1604, feu un llegat de 700 lliures a la Comunitat de Preveres de Montblanc per tal que perpètuament diguessin 83 misses anuals a l'ermita de Santa Anna de Montornès en sufragi de la seua ànima. Uns anys després, el 1615, aquest benemèrit personatge, que era un important comerciant montblanquí terratinent de Prenafeta, moriria assassinat per una partida de bandolers al camí de Prenafeta.Fou enterrat al vas sepulcral que hi ha a l'ermita de Santa Anna, davant del presbiteri.
El segle xviii el mas dels Foguet canviaria de nom per adoptar el que ha arribat a l’actualitat. Això va succeir en dues fases. A començaments de segle, els Sabater, propietaris del veí Mas de la Sabatera, compraren el mas dels Foguet i ambdós masos de Prenafeta passaren a ser d’una mateixa família. Finalment, l’any 1783, Justa Sabater i Rubinat, filla dels amos del mas de la Sabatera es casà amb Josep Gassol i Alsamora de Valls. El senyor Gassol, per tal que no hi haguessin dos masos amb el mateix nom, decidí que el Mas de Foguet fos denominat Mas de Gassol.
A mitjans del segle XX els antics propietaris van vendre els dos masos (el de Gassol i el de la Sabatera) als germans Pallarès de Tarragona. Aquests, vers els anys vuitanta del segle passat decidiren restaurar el mas de la Sabatera i enderrocar el de Gassol. Davant la protesta contra aquella intenció, apareguda en la premsa local ("Llum") i comarcal ("El Pati"), optaren per deixar que el pas del temps els fes la feina.